# 張開 (金朝)
張開（？—1233年），金朝景州人，賜姓完顏氏，河北九公之一。
至寧末年，河北戰火蜂起，張開組織鄉里民兵固守地方，累功遙授同知清州防禦事，兼同知觀州事。貞祐四年張開率領所部復取河間府及滄、獻二州十三縣，受金朝賜姓完顏氏，後轉戰觀州、輝州等地，當年潼關失守，金朝徵召張開率兵進入南京開封府協防，興定三年（1219年）為權昭義軍節度使。興定四年（1220年）二月，金宣宗置封九名地方武裝首領為公爵對抗蒙古，並稱「九公」。九公皆兼宣撫使，階銀青榮祿大夫，賜號「宣力忠臣」，總帥本路兵馬，署置官吏，征斂賦稅，賞罰號令得以便宜行之，張開以昭義軍節度使受封上黨公。
正大年間蒙古人攻陷潞州，張開閒居開封，部屬離散，雖然身為九公，但跟一個普通人無異。天興二年（1233年）金哀宗命完顏承裔率兵進攻衛州，再度起用張開，與劉益為西面元帥，領安平都尉紀綱軍五千人，在完顏承裔統率下進攻，結果大軍於白公廟戰敗，金哀宗走歸德。張開與劉益謀收潰兵追隨保衛哀宗，不果，遂與完顏承裔西走，張開與劉益皆於潰逃途中為民家所殺。
金宣宗置封九公時，以張開和武仙的勢力最強。後來駐兵馬武山，因缺糧派人向朝廷請求糧食兩萬石，朝廷主事者故意為難只給了兩千石，部屬得到消息都不敢報告張開。張開得知後，卻擺下酒席宴請部屬說：「朝廷對待我恩寵特別深厚，今日擺下酒席跟各位大醉。」部屬問原因，張開說：「不久前缺糧派人向朝廷求糧，求二萬而得二千，是皇上不以對武仙態度對待我也。」武仙也曾向朝廷求糧，但朝廷沒給。